# Гандантэгченлин
Гандантэгченлин (монг. Гандан Тэгчинлин хийд, тиб. དགའ་ལྡན་ཐེག་ཆེན་གླིང་; кратко Га́ндан) — крупнейший буддийский монастырь в Улан-Баторе, с 1944 по 1990 год был единственным действующим местом отправления буддийского культа в социалистической Монголии. Центр исторического района Ганданский холм. В настоящее время его населяют более 150 монахов. В монастыре находится знаменитая 26-метровая статуя бодхисаттвы Авалокитешвары — «Мэгжид Жанрайсэг».

## История
В 1809 году из монастыря Богдо-гэгэнов выделилась специальная школа для изучения цанида. Она была названа «Гандан», в честь одноимённого лхасского монастыря Ганден. Первое деревянное здание для нового монастыря заложено в Их-Хурэ в 1835 году по указанию Богдо-гэгэна V, желавшего перенести туда свою резиденцию, отдалившись от китайского торгового квартала столицы. В 1840—1841 годах было построено первое каменное здание.
В начале XX века на территории монастыря, ставшего важнейшим центром буддийского образования в Монголии, проживало около 14 тыс. монахов. В 1938 году, в годы инициированных Чойбалсаном репрессий в отношении буддийского духовенства, монастырь был закрыт. Однако в 1944 году Гандан по просьбам верующих был вновь открыт, и, под руководством настоятеля габджу Эрдэнэпэла, стал единственным официально действующим в социалистической Монголии буддийским монастырём. Этот статус сохранялся до 1990 года, когда после реставрационных работ открылись два действующих храма — Соборный (монг. Цокчин) и Дзу.
C 1970 года при Гандантэгченлине действует Буддийский университет — крупнейшее учреждение религиозного образования в Монголии. Буддийское училище действует и в относящемся к монастырю дацане Бадма Ёга.
С 1993 по 2023 год настоятелем монастыря был хамбо-лама Д. Чойжамц, одновременно возглавлявший Ассоциацию буддистов Монголии. С 2023 года хамбо-ламой Гандана является Д. Жавзандорж.

## Статуя Авалокитешвары
Первоначально статуя бодхисаттвы Авалокитешвары была создана в начале XX века как символ независимости Монголии, а также с той целью, чтобы с её помощью вернуть зрение Богдо-гэгэну VIII. В 1911 году, сразу после упразднения власти китайской администрации в Урге, для статуи был возведён отдельный храм. Высота храма — 42 м, крыша поддерживается 24 деревянными колоннами по 23 м высотой. Для статуи высотой 25,6 м было использовано 45 кг золота, 56 кг серебра и 400 драгоценных камней. В начале Второй мировой войны статуя была демонтирована, её основная часть была вывезена советскими солдатами. В 1996 году статуя Авалокитешвары была восстановлена на средства от народных пожертвований. Статуя инкрустирована 2286 драгоценными камнями и покрыта сусальным золотом

## Хамбо-ламы Их-Хурэ и Гандантэгченлина
| №     | Титул           | Имя                                            | Годы жизни | Годы службы     | В должности |
| ----- | --------------- | ---------------------------------------------- | ---------- | --------------- | ----------- |
| I     | Хамбо-номун-хан | Эрдэнэ-мэргэн-пандита I Гэлэгравдандорж        | —          | 1681—1691       | 10 лет      |
| II    | —               | нет данных                                     | —          | —               | —           |
| III   | Хамбо-номун-хан | Лувсандаржаа                                   | —          | 1741—1758       | 17 лет      |
| IV    | Хамбо-номун-хан | Срайдорж-номун-хан II Жамбалдорж               | —          | 1758—1765       | 7 лет       |
| V     | Хамбо-номун-хан | Лувсанжамбал                                   | —          | 1765—1777       | 12 лет      |
| VI    | Хамбо-номун-хан | Эрдэнэ-Мэргэн-пандита III Цэвээндорж           | —          | 1777—1791       | 14 лет      |
| VII   | Хамбо-номун-хан | Донкор-Манджушри-хутухта II Лувсантувдэнванчуг | 1754—1816  | 1791—1806       | 7 лет       |
| VIII  | Хамбо-номун-хан | Мэргэн-хамба-хутухта III Жанчивдорж            | —          | 1806—1820       | 14 лет      |
| IX    | Хамбо-номун-хан | Мэргэн-пандита-хутухта IV Лувсанпринлайдандар  | —          | 1820—1822       | 2 года      |
| X     | Хамбо-номун-хан | Эрдэнэ-Ялгуусан-хутухта IV Эрэнцэнжав          | —          | 1822—1830       | 12 лет      |
| XI    | Хамбо-номун-хан | Лобсанг Шераб                                  | —          | 1830—1833       | 3 года      |
| XII   | Хамбо-номун-хан | Агван-Хайдав                                   | 1779—1838  | 1833—1838       | 5 лет       |
| XIII  | Хамбо-номун-хан | Лобсанг Джамьянг                               | —          | 1838—1840       | 2 года      |
| XIV   | Хамбо-номун-хан | Эрдэнэ-пандита-хутухта V Дорж                  | —          | 1840            | 1 год       |
| XV    | Хамбо-номун-хан | Лобсанг Намьгял                                | —          | 1847—1848       | 2 года      |
| XVI   | Хамбо-номун-хан | Лувсанчултэмжигмэд                             | —          | 1847—1853       | 6 лет       |
| XVII  | Хамбо-номун-хан | Эрдэнэ-пандита-хутухта V Дорж                  | —          | 1853—1865       | 12 лет      |
| XVIII | Хамбо-номун-хан | Лобсанг Палден Чойпэл                          | 1823—1899  | 1865—1899       | 34 года     |
| XIX   | Хамбо-номун-хан | Пунцаг                                         | —          | 1900—1920       | 20 лет      |
| XX    | Хамбо-номун-хан | Лувсанхаймчиг                                  | 1872—1937  | 1920—1937       | 17 лет      |
| XXI   | Хамбо-лама      | Найдангийн Эрдэнэпэл                           | 1887—1960  | 1944—1960       | 16 лет      |
| XXII  | Хамбо-лама      | Самаагийн Гомбожав                             | 1901—1980  | 1960—1980       | 20 лет      |
| XXIII | Хамбо-лама      | Хархуугийн Гаадан                              | 1923—2007  | 1980—1990       | 10 лет      |
| XXIV  | Хамбо-лама      | Сугарын Дагвадорж                              | 1924—1993  | 1990—1991       | 1 год       |
| XXV   | Хамбо-лама      | Тумурийн Дамдинсурэн                           | 1906—1994  | 1991—1993       | 2 года      |
| XXVI  | Хамбо-лама      | Дэмбэрэлийн Чойжамц                            | 1951—      | 1993—2023       | 30 лет      |
| XXVII | Хамбо-лама      | Дулмарагчаагийн Жавзандорж                     | 1980—      | 2023— наст. вр. | —           |

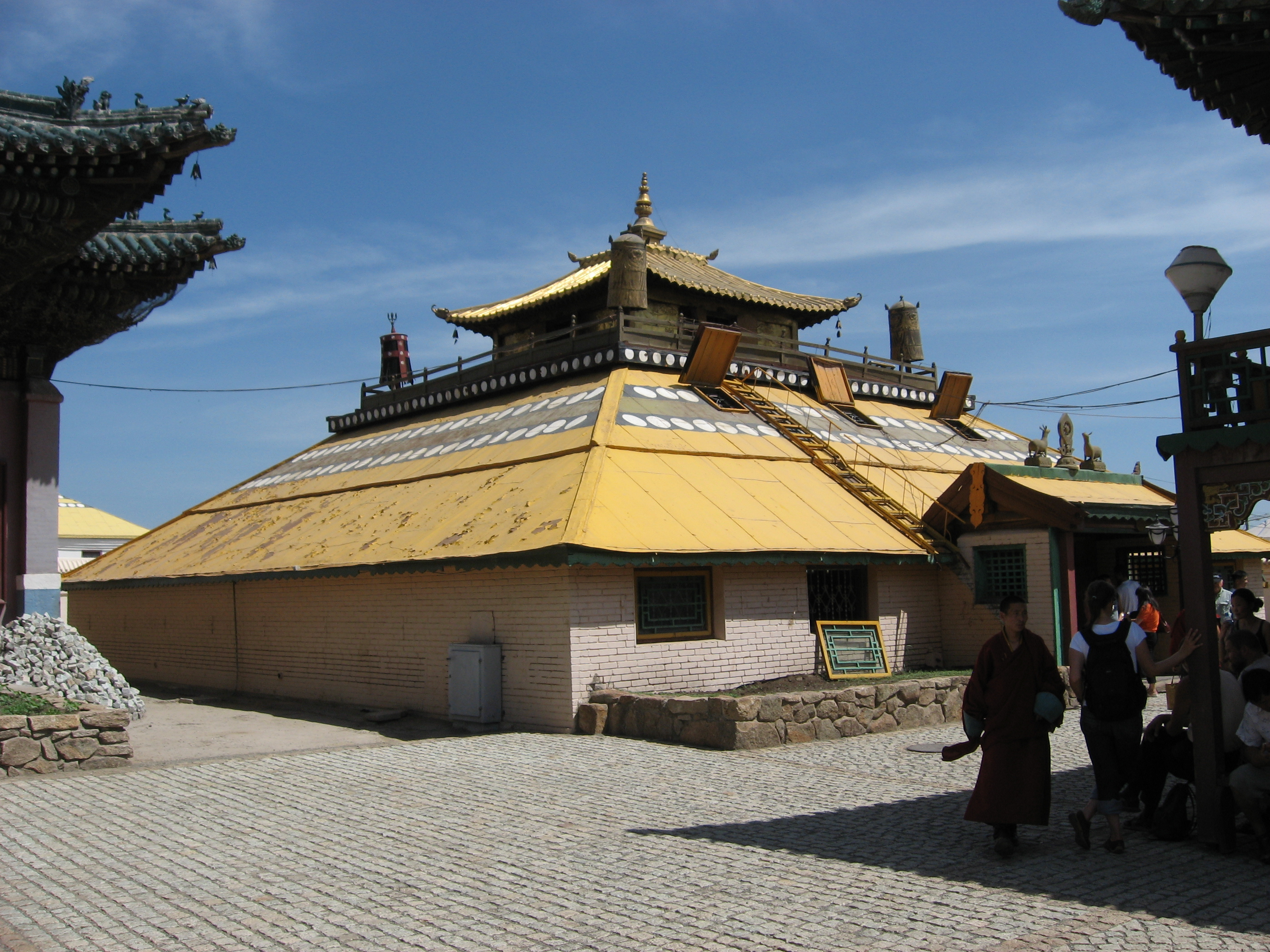
Золотой храм в Гандане
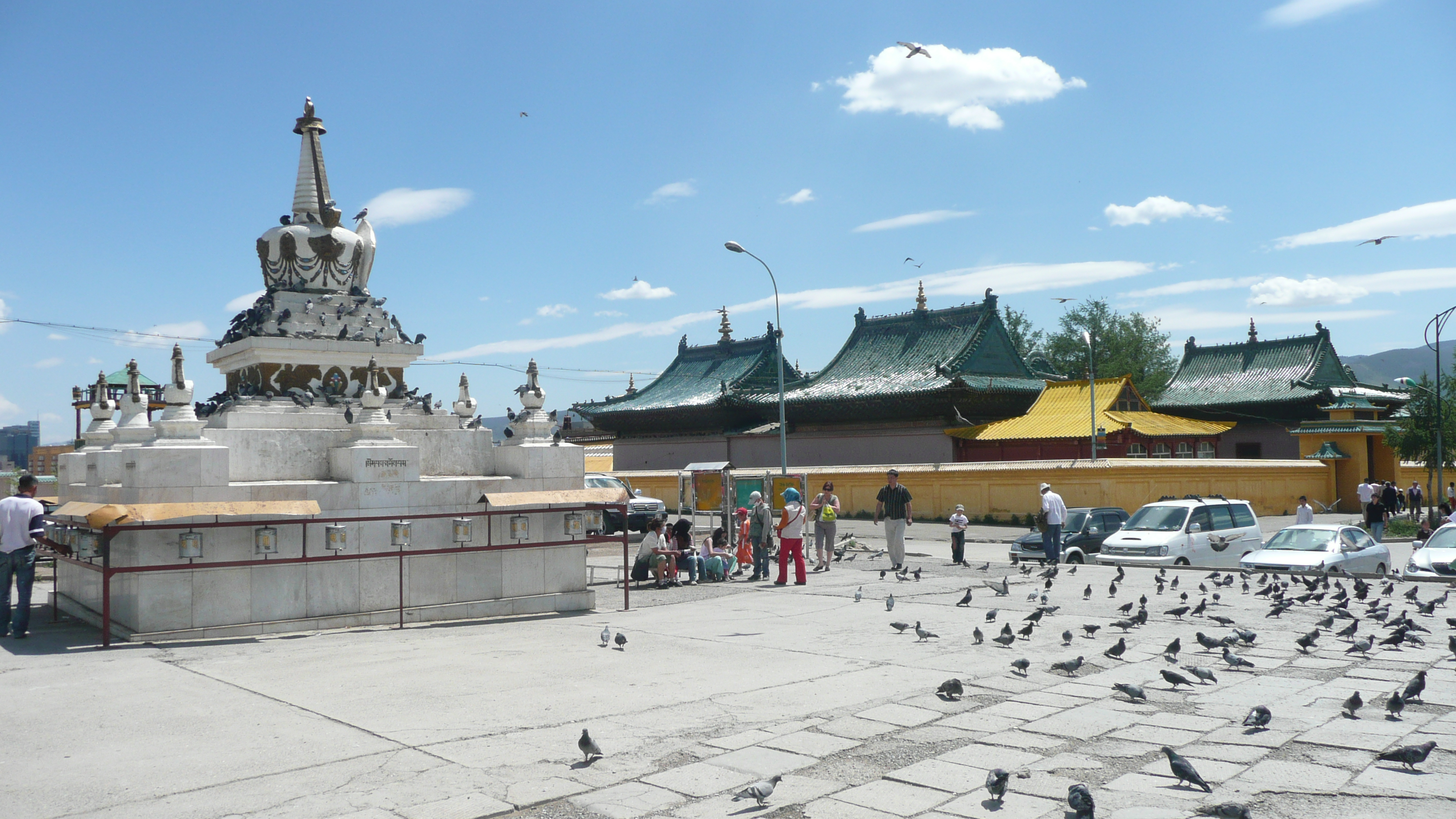
Ступа в Гандане
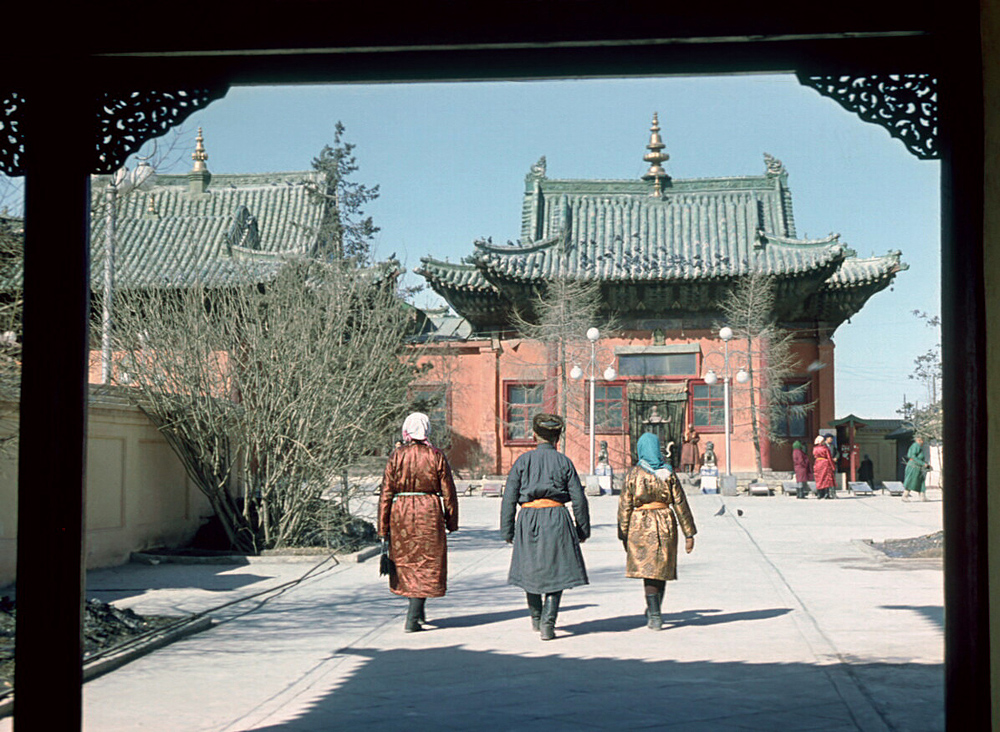
Гандан в 1972 году